# シュトゥットガルト路面電車DT8.12形電車
DT8.12形は、ドイツのシュタットバーン（ライトレール）のシュトゥットガルト・シュタットバーンで使用されている電車の1形式。増備車であるDT8.14形やDT8.15形と共に使用されている。形式名をS-DT8.12形、S-DT8.14形およびS-DT8.15形と呼ぶ場合もある。

## 概要
ドイツの都市・シュトゥットガルトには、中心部の地下区間を含め大規模な路線網を有するシュトゥットガルト・シュタットバーンが存在し、従来の路面電車から転換されて以降DT8（S-DT8）という形式名を持つ電車が継続して導入されている。その中でDT8.12形は、乗客の増加や今後の延伸に伴う必要車両数の増加に対応するため、2010年1月にスイスのシュタッドラー・レールとの間に導入に関する契約が交わされたものである。
DT8.12形はシュタッドラー・レールが世界規模で展開する路面電車やライトレール向けの電車ブランドであるタンゴの1形式として開発が行われており、車体設計にはモジュール構造が取り入れられている。車体構造に関してはハノーファーのインダストリアルデザイナーのハーバード・リンディンガーが手掛ける車体デザインや黄色を基調とした塗装、電動車による2両固定編成など従来の車両を踏襲した部分が多く、両開き式の乗降扉や台車の位置についても車両基地のジャッキに合わせ従来車両の寸法に合わせている。その一方、安全性の向上のためクラッシャブルゾーンを設けた前面形状は流線形となり、編成長は39 m級と従来車よりも長くなっている。また、前面窓も視界向上のため大型化しており、空調装置などが配置された屋根上のカバーや側面窓周りの塗装を含め車体全体で滑らかさが強調されたデザインに仕上がっている。
車内の座席は向かい合わせのクロスシートを基本としている他、車椅子やベビーカーが設置可能なフリースペースが従来の車両から増設されている。また乗降扉付近は握り棒の本数減少や位置の変更により車椅子の往来が容易となっている。運転台の構造も見直され、機器の配置を変更する事で運転の容易さを向上させている。乗降扉については両開き式のプラグドアが採用されている他、シュトゥットガルト・シュタットバーンの車両で初めて電気駆動方式となっている。
主電動機には三相誘導電動機が用いられ、各台車に2基設置されている。制動装置には回生ブレーキが用いられ、消費電力の削減が図られている。静止形インバータは1両につき2基、1編成に4基搭載されており、故障など緊急時に備え冗長性が確保されている。これらの電気機器は、急坂が多いシュトゥットガルトでの走行環境を考慮したものが採用されている。
2012年 - 2013年に発注分の40両（3501 - 3540、2両編成20本）が製造され、DT8.12形と言う形式名で運行に就いた。その後、2013年にはオプション権を使用し増備車の発注を行う事が決定し、2017年 - 2018年に40両（3541 - 3580、2両編成20本）がDT8.14形として導入された。更に2021年から2023年にかけても輸送力増強や延伸に備えてDT8.15形が40両（3581 – 3620、2両編成20本）導入されており、これらの車両数増加に備えた車庫の新設も予定されている。

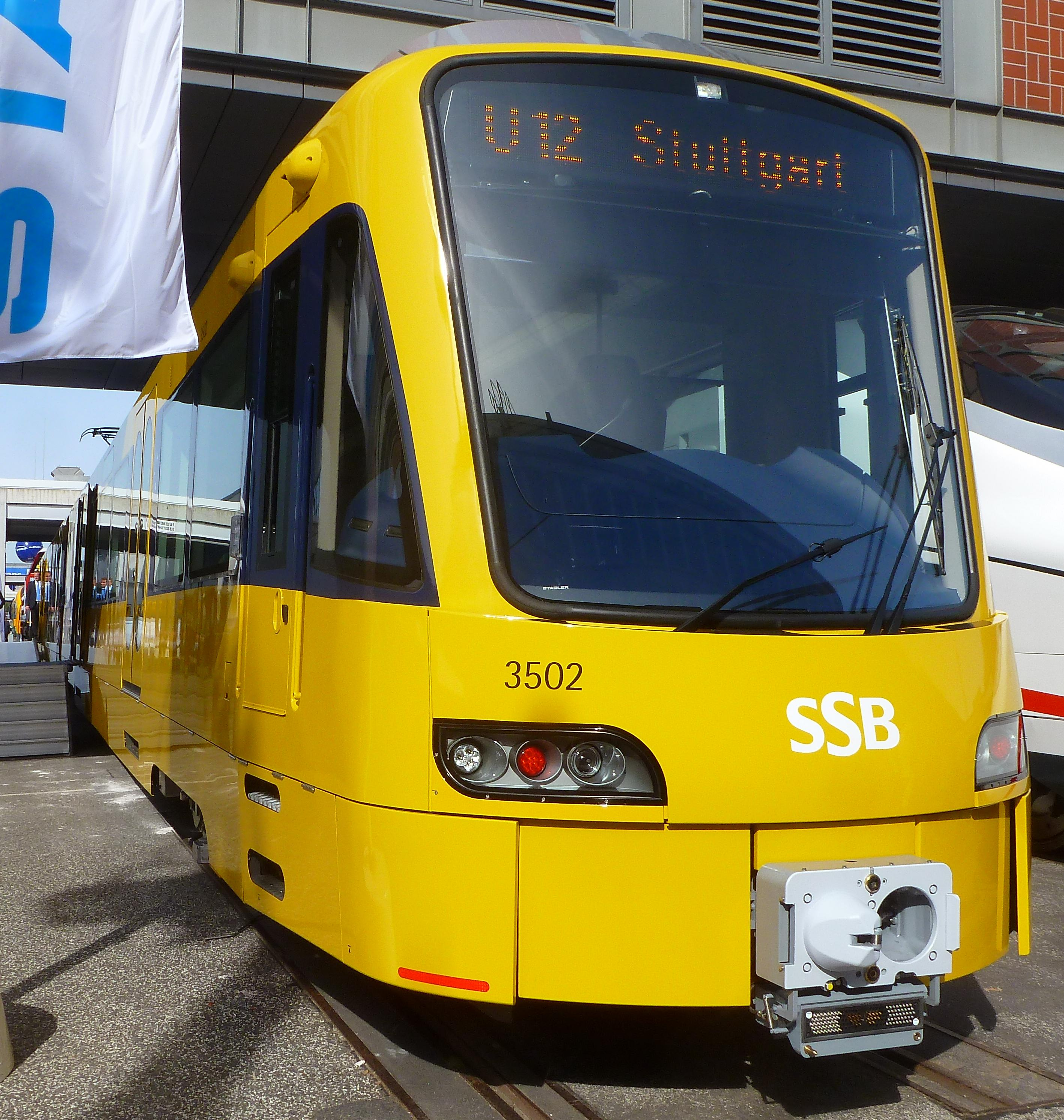
イノトランスで展示されたDT8.12形（2012年撮影）
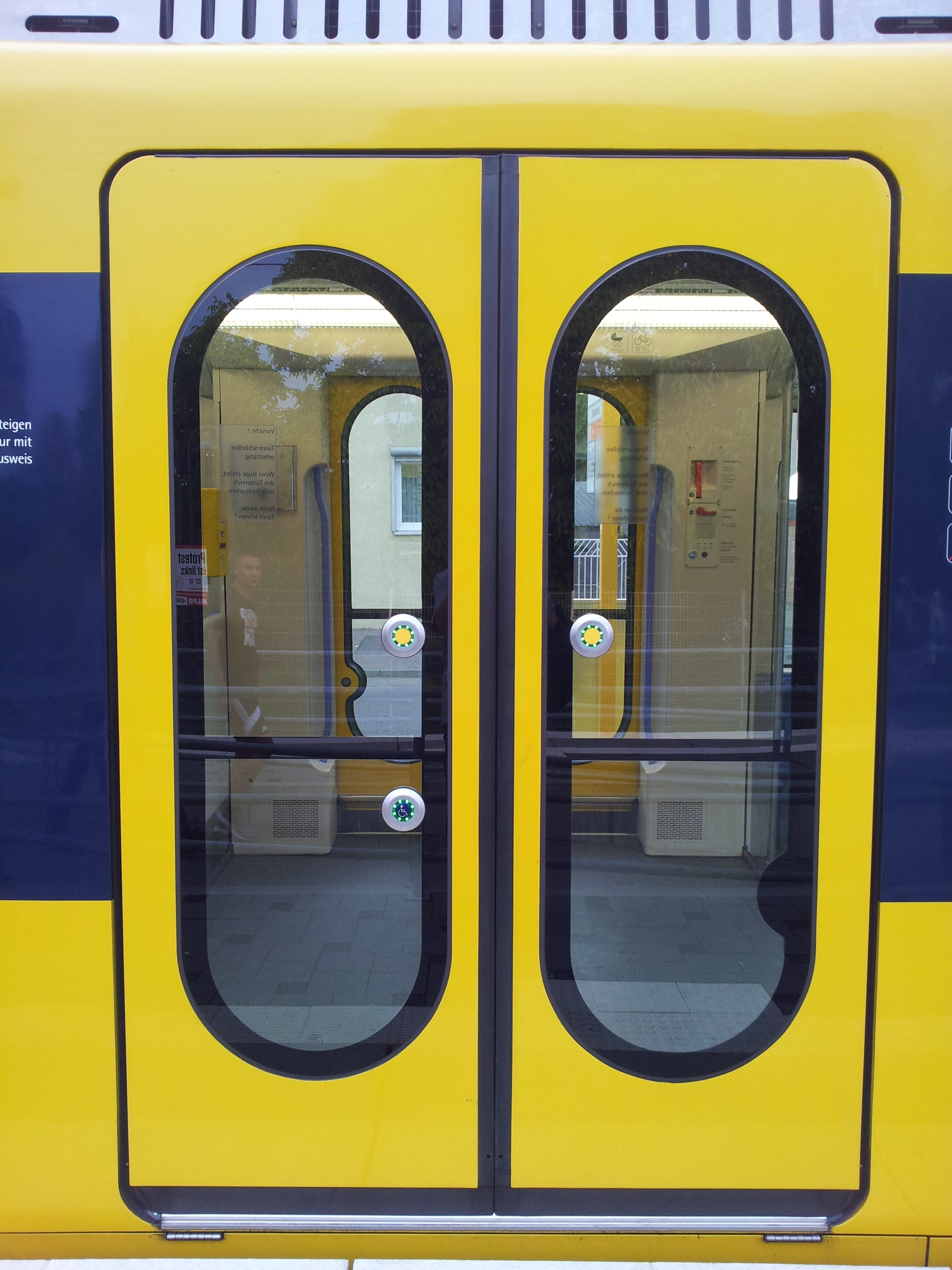
乗降扉の側面窓は従来車から大型化した（2017年撮影）
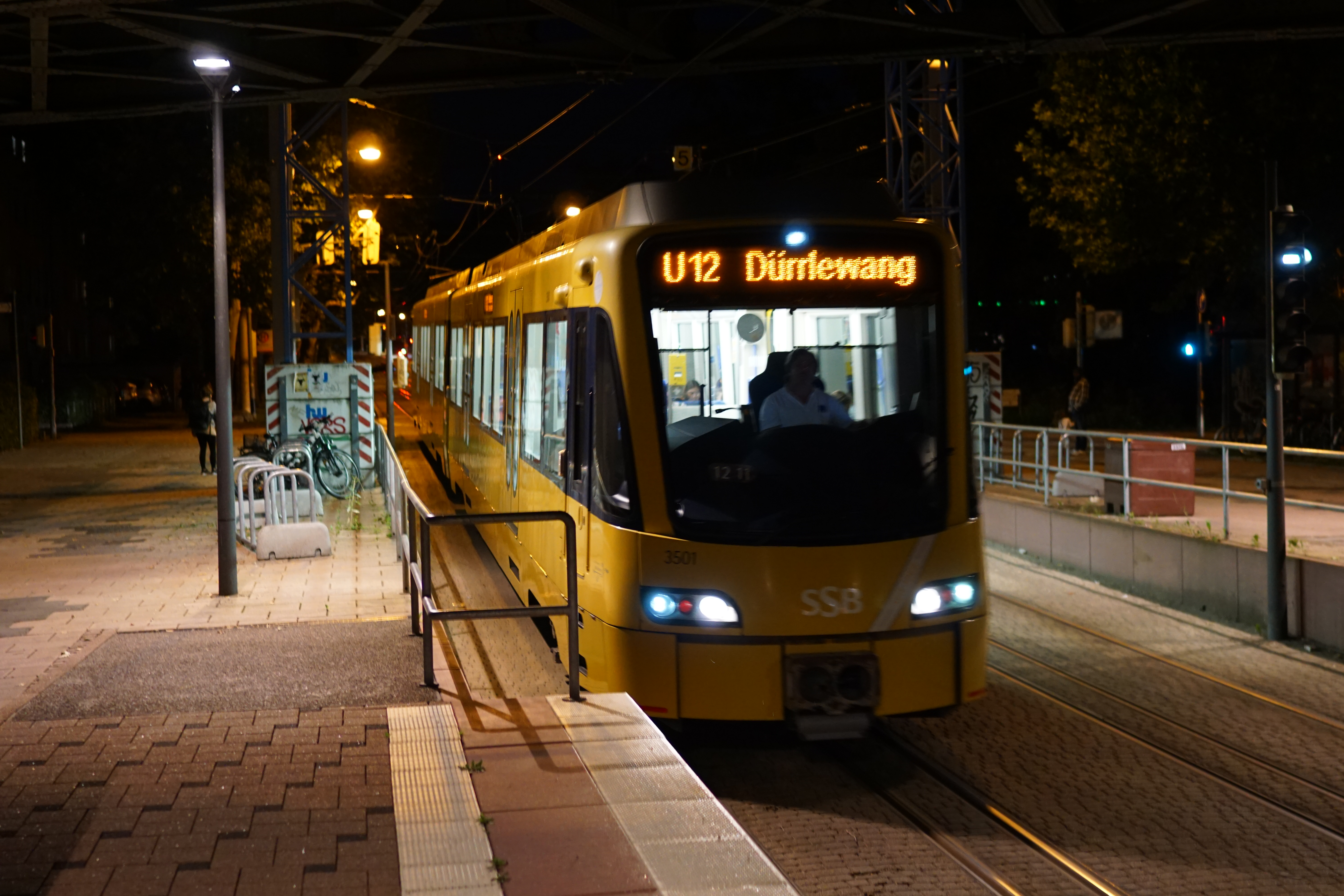
夜のシュタットバーンを走行するDT8.12形（2019年撮影）
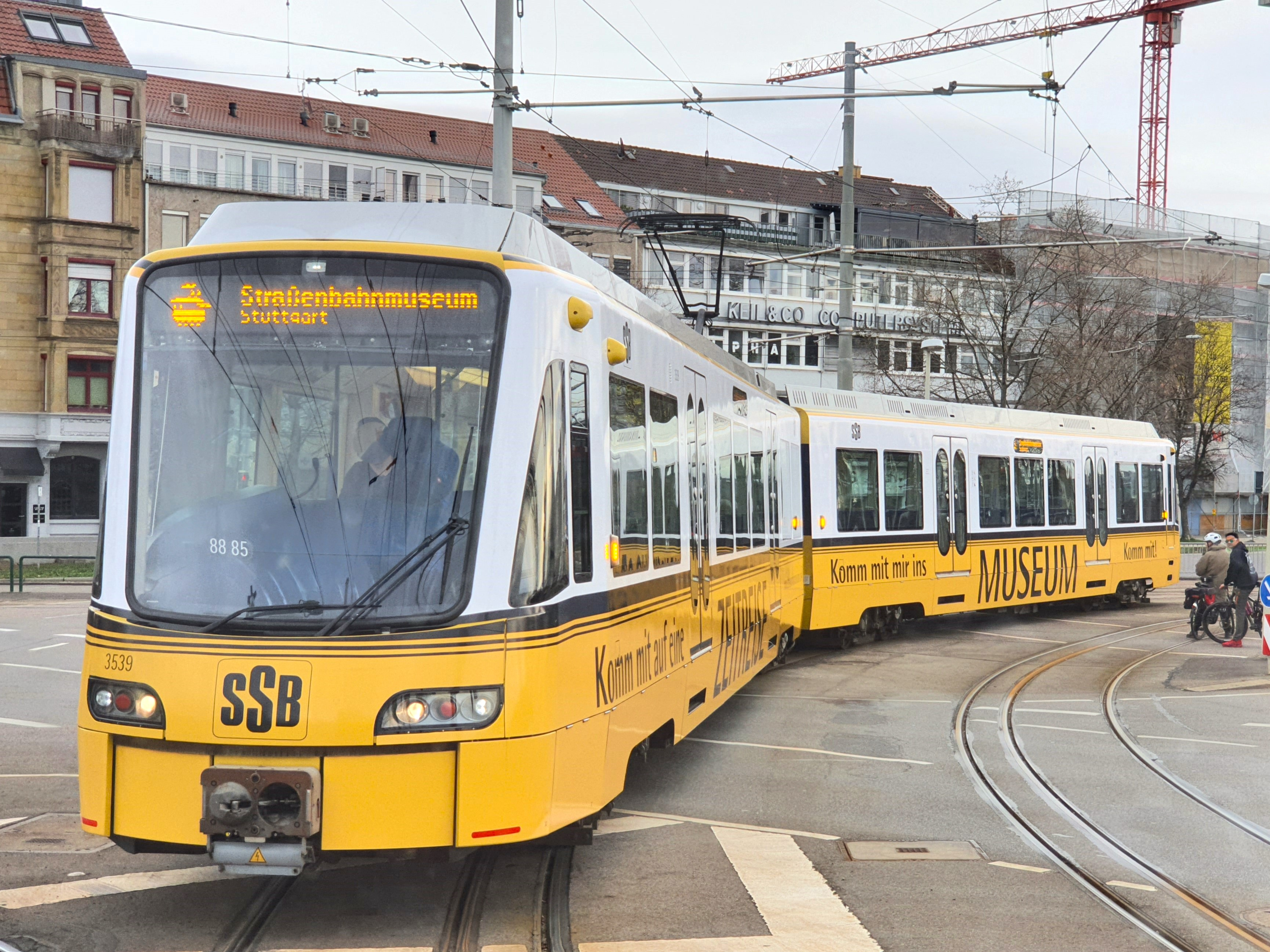
旧型電車の塗装を模したラッピング塗装（2023年撮影）

## 参考資料
- Stuttgarter Straßenbahnen AG (2013年). Stadtbahnwagen Typ S-DT 8.12 (PDF) (Report). 2014年2月1日時点のオリジナル (PDF)よりアーカイブ。2020年12月7日閲覧。